# Theodor Petri

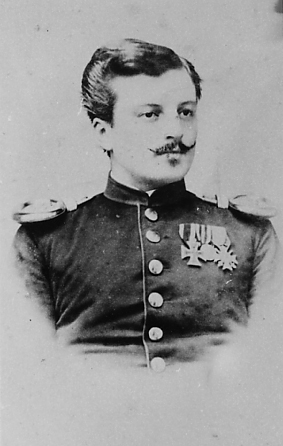
Theodor Petri 1871

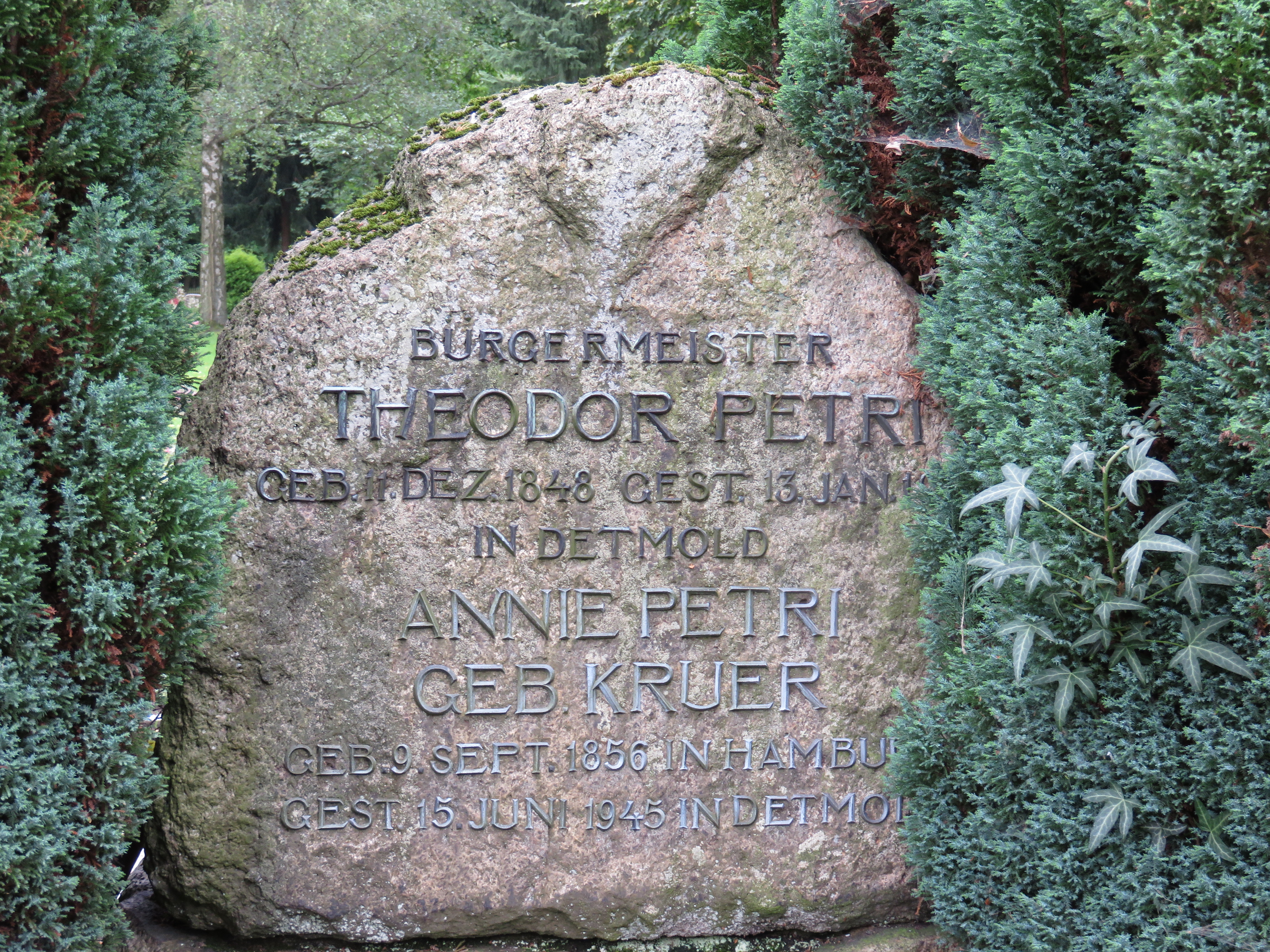
Grabstein

Theodor Petri (* 11. Dezember 1846 oder 1848 in Detmold; † 13. Januar 1903 ebenda) war ein Bürgermeister der Stadt Detmold.

## Leben und Wirken
Theodor Petri war der Sohn des Fürstlich-Lippischen Geheimen Oberregierungsrates Moritz Leopold Petri (1802–1873). Er besuchte das Gymnasium Leopoldinum und trat am 1. März 1867 als Offiziersaspirant in das Füsilierbataillon Lippe ein. Durch die Militärkonvention und Auflösung des Bataillons trat Petri Ende September 1867 in die Preußische Armee über und wurde im 6. Westfälischen Infanterie-Regiment Nr. 55 angestellt. Im Jahr darauf avancierte er zum Sekondeleutnant und nahm 1870/71 während des Krieges gegen Frankreich an den Schlachten bei Colombey sowie Gravelotte teil. Für sein Wirken erhielt er das Eiserne Kreuz II. Klasse und das Ehrenkreuz III. Klasse des Lippischen Hausordens mit Schwertern.
Unter Verleihung des Charakters als Premierleutnant nahm Petri am 11. November 1875 seinen Abschied aus dem Militär und wechselte in den kommunalen Dienst. Er war von 1879 bis 1881 erster Kämmerer der Stadt Detmold und ab 1881 Bürgermeister. Bei der Wahl im Jahr 1888 fehlte ihm eine Stimme und er verlor den Posten an den Regierungsreferendar Paul Steinberg. Bis 1892 arbeitete er als Verwalter der herrschaftlichen Ziegelei in Hiddesen, dann wurde er erneut zum Bürgermeister gewählt. Theodor Petri starb am 13. Januar 1903 im Amt.
Er war verheiratet mit Gesine Berta Annie Krüer (1856–1945). Ihr Sohn, Hermann Konrad Petri (1885–1963), war Oberregierungsrat und später stellvertretender Landrat von Detmold.
Ein wesentliches Verdienst Theodor Petris war die Wasserversorgung Detmolds. Am 11. Dezember 1899 wurde das Wasserwerk an den Berlebecker Quellen eingeweiht. Bis zu diesem Zeitpunkt erfolgte die Wasserversorgung der Stadt ausschließlich durch Brunnen.